# Nadspady

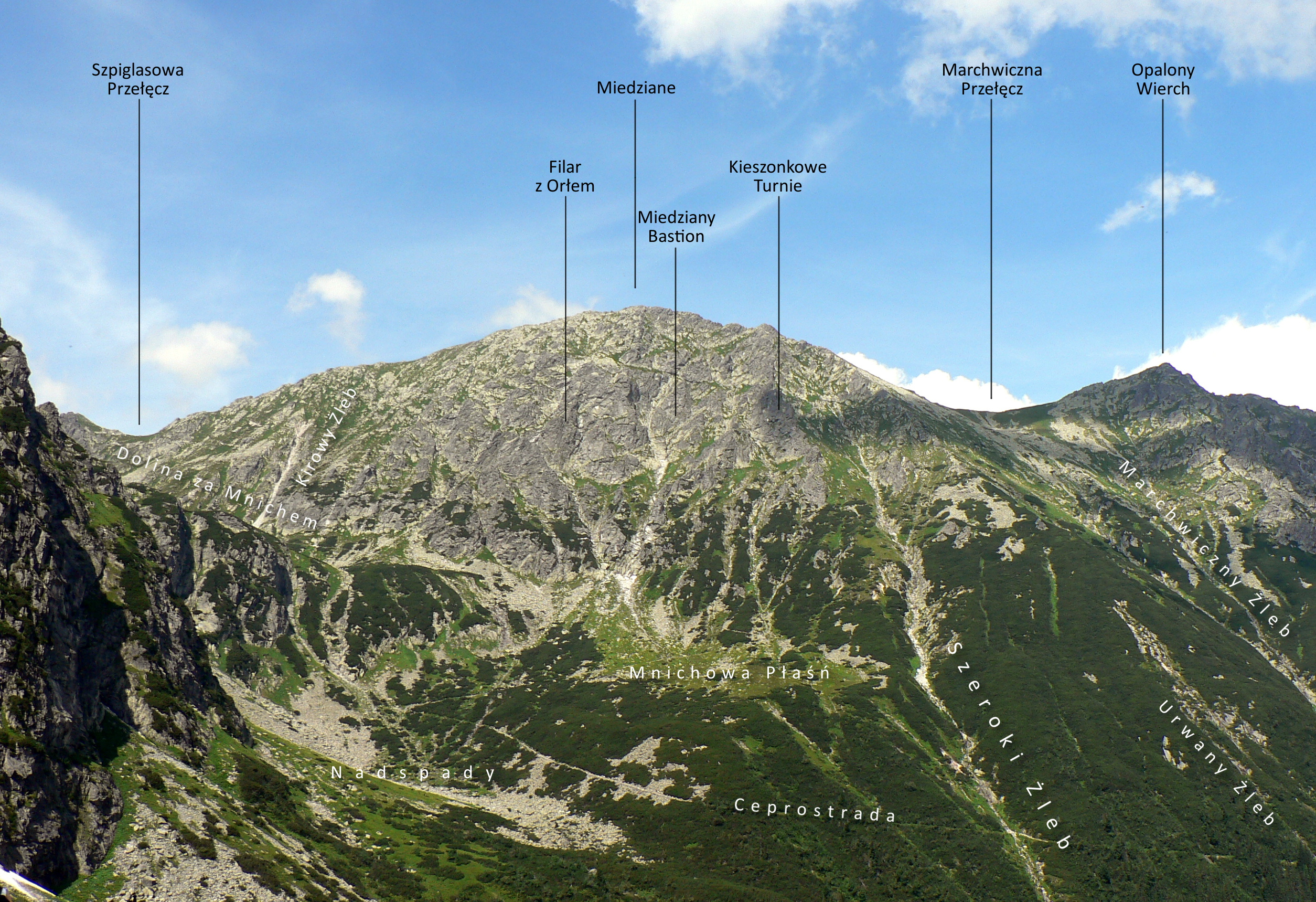
Widok na Miedziane i Nadspady znad Czarnego Stawu pod Rysami

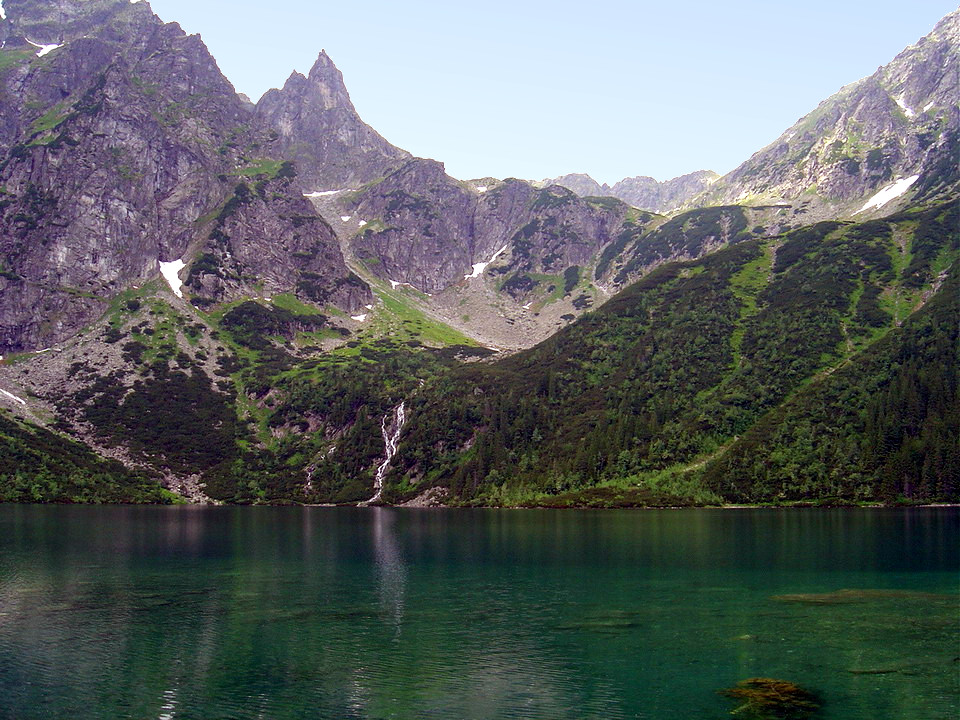
Widok znad Morskiego Oka na Spady, Nadspady i Dwoistą Siklawę

Nadspady – niewielka dolinka zawieszona znajdująca się około 150 m powyżej południowo-zachodniej części Kotła Morskiego Oka w polskich Tatrach Wysokich. Jest to kocioł lodowcowy o płaskim dnie. Od południowo-wschodniej strony ograniczenie Nadspadów tworzą podnóża Turni Zwornikowej, od południowo-zachodniej i zachodniej strony wznoszą się nad nią Mnichowe Baby i próg Doliny za Mnichem, od północno-zachodniej strony należące do Miedzianego stoki opadające z Mnichowej Płaśni. W kierunku wschodnim Nadspady opadają stromym progiem do Morskiego Oka. Pomiędzy Turnią Zwornikową a Mnichem opada do Nadspadów Mnichowy Żleb zasypujący je skalnym gruzowiskiem. Zagłębieniem pomiędzy Nadspadami a stokami Miedzianego spływa niewielki Mnichowy Potok, niżej zanikający w skalnym gruzowisku. Woda z tego potoku pojawia się znów niżej, wypływając na progu skalnym Nadspadów i tworząc wodospad Dwoista Siklawa spadający zaraz powyżej północno-zachodniego brzegu Morskiego Oka.
Próg skalny poniżej Nadspadów to Spady. Jest stromy i jest w nim wiele pionowych ścianek oraz mniej stromych urwisk porośniętych kosodrzewiną z domieszką limby i krzaczastej jarzębiny. Zarówno nazwa Spady, jak i Nadspady używana była od kilkudziesięciu lat, szczególnie przez ratowników TOPR. Nazwa ta nie była obecna na mapach, nieoczekiwanie w 1984 pojawiła się w tym miejscu na mapie wojskowej nikomu nieznana nazwa Mnichowy Kocioł, w 1995 zaakceptowana w Wielkiej encyklopedii tatrzańskiej. Władysław Cywiński jest zwolennikiem używania starszej nazwy Nadspady.
Kilkadziesiąt metrów powyżej Nadspadów w zboczach Miedzianego poprowadzono żółto znakowany szlak turystyczny zwany Ceprostradą. Nadspadami chodzą taternicy; latem rzadko, natomiast zimą często, gdyż prowadzi przez nie podejście do zimą popularnego wśród taterników Kuluaru Kurtyki, a lodospady na zamarzniętej Dwoistej Siklawie stają się celem treningowym.